# Manduca auriflua
Manduca auriflua är en fjärilsart som beskrevs av Gehlen. 1930. Manduca auriflua ingår i släktet Manduca och familjen svärmare. Inga underarter finns listade i Catalogue of Life.